# Coulvain
Coulvain è stato un comune francese di 362 abitanti situato nel dipartimento del Calvados nella regione della Normandia. Dal 1º gennaio 2016 si è fuso assieme a Saint-Georges-d'Aunay nel nuovo comune di Seulline di cui è divenuto comune delegato.

## Società

### Evoluzione demografica
Abitanti censiti